# 動物權利運動

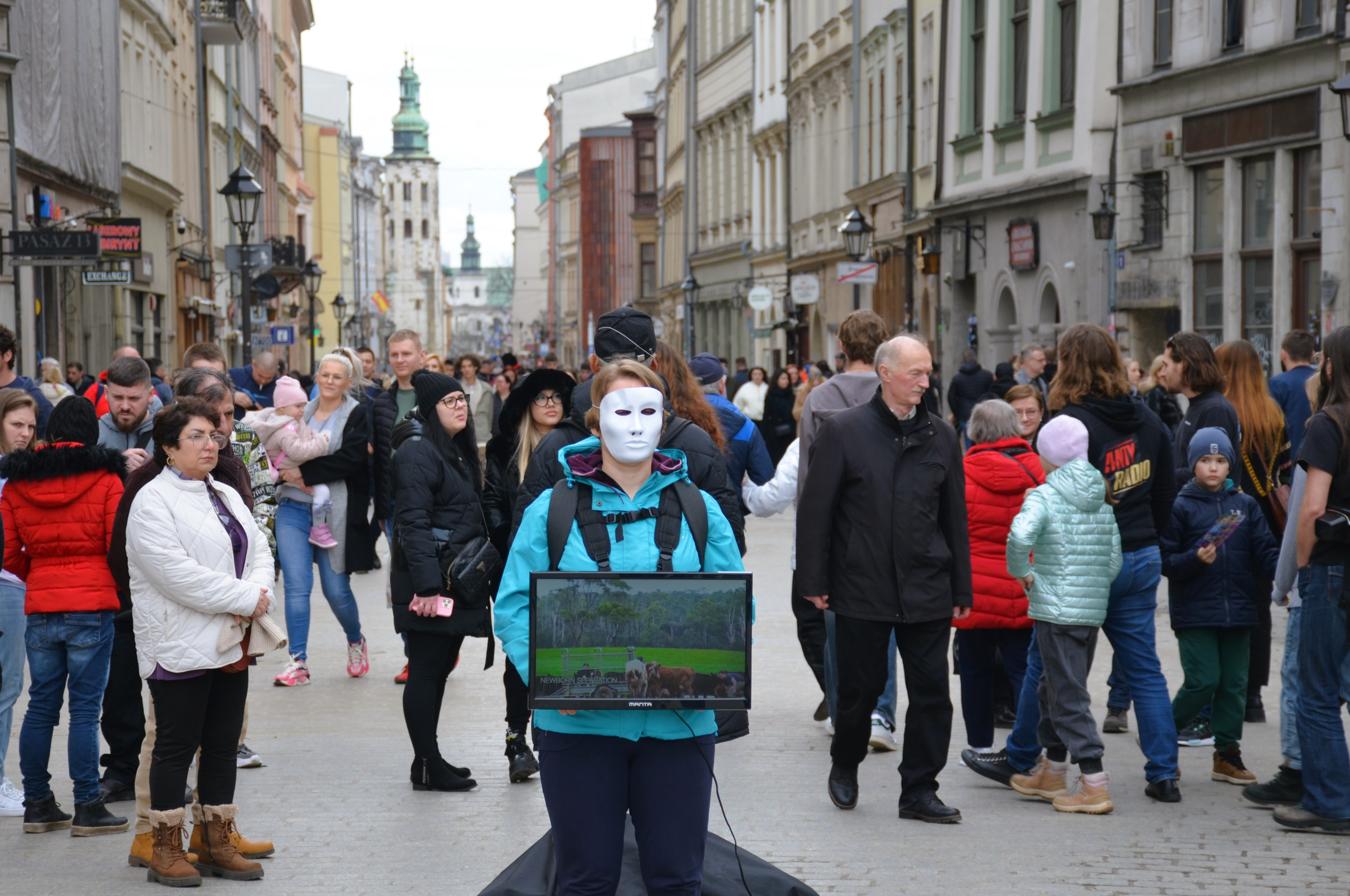
波蘭克拉科夫的動物權利運動

動物權（利）運動，或稱動物解放運動、動物人格運動、动物人性化运动、動物倡導運動等，是一種社會運動，旨在結束人類和非人類動物之間嚴格的道德和法律區別，結束動物作為財產的地位，並停止將之用於研究（動物試驗）、食品、服裝和娛樂產業等。